# علیرضا خورشیدفر
علیرضا خورشیدفر (زادهٔ ۱۳۲۶ در تهران - درگذشتهٔ ۵ آذر ۱۳۹۳ در تهران)، موسیقی دان و از قدیمی‌ترین نوازندگان ساز کنترباس در ارکستر سمفونیک تهران بود.

## زندگی
علیرضا خورشیدفر در سال ۱۳۲۶ در تهران متولد شد. از نه سالگی شروع به یادگیری ساز آکاردئون کرد و در ۱۲ سالگی وارد هنرستان عالی موسیقی شد. سپس برای ادامه تحصیلات، ساز کنترباس را انتخاب کرد و تحت تعلیم استادانی چون نعمت‌الله مجید، خواهر و برادران پورتراب، کنستاتین و نیکلا نیکولف قرار گرفت و در سال ۱۳۵۱ با درجهٔ لیسانس فارغ‌التحصیل شد.

## فعالیت هنری
خورشیدفر اولین تجربه‌های حرفه‌ای خود را در سال ۱۳۴۶ با فعالیت در ارکسترهای رادیو از جمله ارکستر بزرگ، ارکستر گل‌ها و ارکستر دانشگاه تهران آغاز کرد و در سال ۱۳۴۸ به‌طور رسمی وارد ارکستر سمفونیک تهران شد؛ و با این ارکستر به همکاری ادامه داد که این همکاری تا آخرین روزهای حیاتش ادامه داشت.
او از سال ۱۳۵۱ نیز به عنوان معاون گروه کنترباس و از اوایل سال ۱۳۵۷ به عنوان مایستر گروه کنترباس تا قبل از درگذشتش در ارکستر سمفونیک تهران همکاری داشت.
وی از سال ۱۳۶۷ به‌عنوان استاد کنترباس در هنرستان موسیقی پسران مشغول تدریس و خدمات فرهنگی هنری بود. وی همچنین در طرح ارزشیابی هنرمندانِ کشور در سال ۱۳۶۷، به عنوان هنرمند درجه یک شناخته شد.
علیرضا خورشیدفر علاوه بر نوازندگی کنترباس در اجرای سوت با بسیاری از آهنگسازان همکاری داشته‌است.  وی صدای سوت در موسیقی فیلمهای معروف بوی پیراهن یوسف و از کرخه تا راین ساختهٔ مجید انتظامی را در استودیو با دهانش نواخته‌است. علیرضا خورشیدفر بیش از پنج دهه سرگروه باس‌های ایران بود و در اجرا و انتشار آلبوم‌های زیادی به عنوان نوازنده حضور داشت.
بسیاری از هنرمندان و صاحب‌نظران حوزهٔ موسیقی از او به عنوان یکی از چهره‌های ماندگار و پایه‌های اصلی ارکستر سمفونیک تهران یاد می‌کنند.

## گفتاورد
محمد سریر، آهنگساز و رئیس هیئت مدیر خانه موسیقی ایران در گفتگویی با بی‌بی‌سی فارسی دربارهٔ علیرضا خورشید فر گفت: 
«او هنرمندی بسیار مؤثر و انسانی بسیار گرانقدر و دوست داشتنی بود که در بیشتر آثار جدی موسیقی چهار دهه گذشته حضور داشته‌است. عموم آثار ارکسترالی که در دهه‌های گذشته در ایران ضبط شده، قطعاً با حضور علیرضا خورشیدفر بوده‌است. او اگرچه کمتر شناخته شده، اما به عنوان استاد اول و عضو مؤثر ارکستر، حضوری تعیین کننده در همه اجراهای ارکستر سمفونیک تهران داشته‌است. او با طبع لطیف و بسیار هنرمندانه سوت می‌نواخت و این کار را به عنوان یک ساز مشخص انجام می‌داد در قطعه از کراخه تا راین، اثر آقای انتظامی صدای سوت او یگانه است.»
مجید انتظامی آهنگساز سرشناس در گفتگو با سینماپرس:
«اگر یک موسیقی با ایدئولوژی «علیرضا خورشیدفر» همخوانی نداشت محال بود آن موسیقی را اجرا کند، من در موسیقی فیلم‌های «از کرخه تا راین» و «بوی پیراهن یوسف» جای خالی سوت را احساس می‌کردم و به همین دلیل از این هنرمند برای همکاری کمک گرفتم چون به توانایی سوت زدن او اطمینان کامل داشتم و با شوق بسیار هم از این کار استقبال کرد.»

## درگذشت
علیرضا خورشیدفر صبح روز چهارشنبه پنجم آذرماه ۱۳۹۳، به دلیل سکته قلبی در تهران درگذشت وی روز شنبه از مقابل تالار وحدت تشیع و در قطعه هنرمندان بهشت زهرای تهران به خاک سپرده شد.
در سومین دورهٔ مراسم سال‌نوای موسیقی ایران، بزرگداشت چهار هنرمندِ درگذشته از جمله «علیرضا خورشیدفر» برگزار و از خانوادهٔ ایشان با اهداء تندیس یادبود قدردانی شد. این مراسم در آذر ۱۳۹۶ در تالار خلیج فارسِ «بنیاد آفرینش‌های هنری نیاوران» برگزار شد.